# Dalmacio Iglesias
Dalmacio Iglesias García (Santibáñez el Bajo, Cáceres, 5 de diciembre de 1879 - Barcelona, 13 de enero de 1933) fue un abogado, periodista y político español. Fue elegido diputado a Cortes de la Comunión Tradicionalista en las elecciones generales de 1910 por el distrito de Gerona y se destacó por tratar de separar a los tradicionalistas catalanes de su alianza con la Liga Regionalista.

## Biografía
Nació en 1879 en Santibáñez el Bajo (Cáceres), hijo de Antonio Iglesias Pardo, médico cirujano natural de Orense y de María Ascensión García Legond, originaria de Santiago. Cursó el bachillerato en el Instituto de Orense, obteniendo el grado a mérito. A los catorce años publicó sus primeros artículos y poesías en El Eco de Orense, La Voz Católica, los diarios El Derecho y La Nueva Epoca y el semanario La Bruja.
En Santiago cursó la carrera de leyes, obteniendo el diploma de honor, otorgado por el Gobierno al mejor expediente universitario de cada Facultad. Durante su vida de estudiante colaboró en El Noroeste de la Coruña, La Gaceta de Galicia y El Pensamiento Gallego. Fundó la revista literaria Santiago, en la que escribieron destacadas figuras de la intelectualidad gallega. Fue secretario y, después, presidente del Ateneo Escolar Compostelano y tomó parte en los trabajos del Ateneo León XIII, distinguiéndose como apologista de la Iglesia. Fundó el semanario El Estudiante; fue auxiliar de cátedra del civilista Jacobo Gil Villanueva; obtuvo el premio en el concurso abierto por la Universidad para la mejor memoria sobre el tema Capacidad jurídica de la mujer casada, según las leyes romanas y españolas; y se hizo notar por sus estudios sociales, de los que dio alguna conferencia en el Círculo Católico de Obreros. Por entonces se afilió al partido carlista, comenzando una inquebrantable amistad con Juan Vázquez de Mella. Obtuvo por oposición el premio extraordinario en la licenciatura.
Después pasó a Madrid, donde, al mismo tiempo que cursó el doctorado, fue profesor en una academia privada, dio lecciones particulares, publicó un segundo curso de Derecho civil que sirvió de texto en la Universidad Central, e ingresó por oposición en el cuerpo de funcionarios de Hacienda. Destinado a Barcelona, se dedicó también desde entonces a la abogacía y tomó parte en algunos procesos de nota, al mismo tiempo que hacía activa propaganda política, lo mismo en la tribuna que en la prensa, especialmente en El Correo Catalán.
No se sumó al movimiento de Solidaridad Catalana y por aquel tiempo combatió los proyectos del Gobierno sobre las asociaciones religiosas y la enseñanza, dando un gran número de mítines y conferencias en toda Cataluña. Elegido diputado a Cortes por Gerona en 1910, pronunció el mismo día en que se presentó en el Parlamento un discurso condenando los sucesos ocurridos en Barcelona durante la Semana trágica y defendiendo al Ejército, discurso que fue seguido de otro sobre el terrorismo en Barcelona, cuyo reparto en las Ramblas originó numerosos incidentes. Entre 1910 y 1913 dirigió el semanario jaimista barcelonés La Voz de la Tradición.

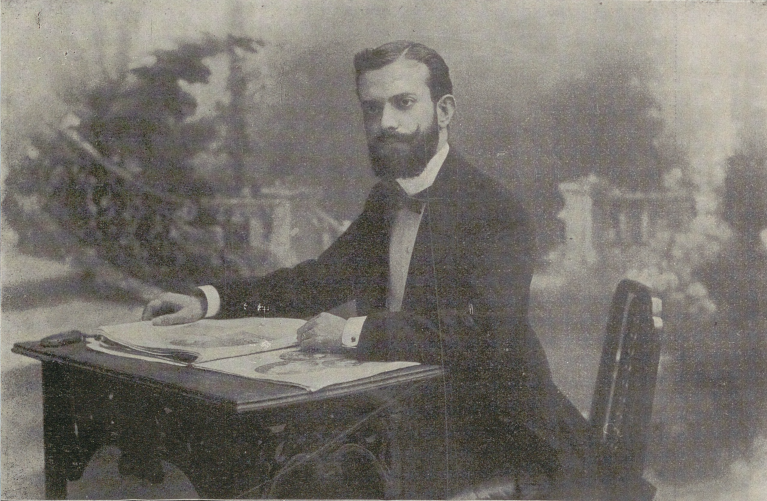
Dalmacio Iglesias, abogado y diputado a Cortes, presidente honorario de «La Margarita» y director de La Voz de la Tradición (1911).

A raíz de los sangrientos sucesos de San Feliú de Llobregat entre carlistas y lerrouxistas, defendió en el Congreso a los tradicionalistas de las acusaciones que les dirigían sus adversarios sobre lo sucedido. Cuando el Gabinete Canalejas presentó el proyecto de la llamada Ley del Candado, Dalmacio Iglesias la combatió, no sólo en el Congreso, sino en una excursión por casi todas las regiones españolas. Además, obtuvo para Gerona el mercado dominical y la cesión de las murallas y baluartes, intervino en la discusión de las cuestiones financieras y económicosociales, y al mismo tiempo continuó escribiendo en la prensa.
Derrotado en las elecciones de 1914, comenzó una activa campaña, encaminada a libertar el tradicionalismo catalán de la tutela de la Lliga, para lo que publicó un manifiesto dirigido a Don Jaime y fundó el periódico El Legitimista Catalán, opuesto a la línea de El Correo Catalán dirigido por Miguel Junyent. En 1918 fue elegido senador por la provincia de Tarragona e intervino en los debates de dicha cámara, especialmente en los proyectos de Ley de funcionarios (en el que logró importantes reformas) y en el de reforma de las leyes judiciales. En este tiempo formó parte del Comité regional de Acción política de la Comunión Tradicionalista y redactó el manifiesto que exponía el programa del partido.

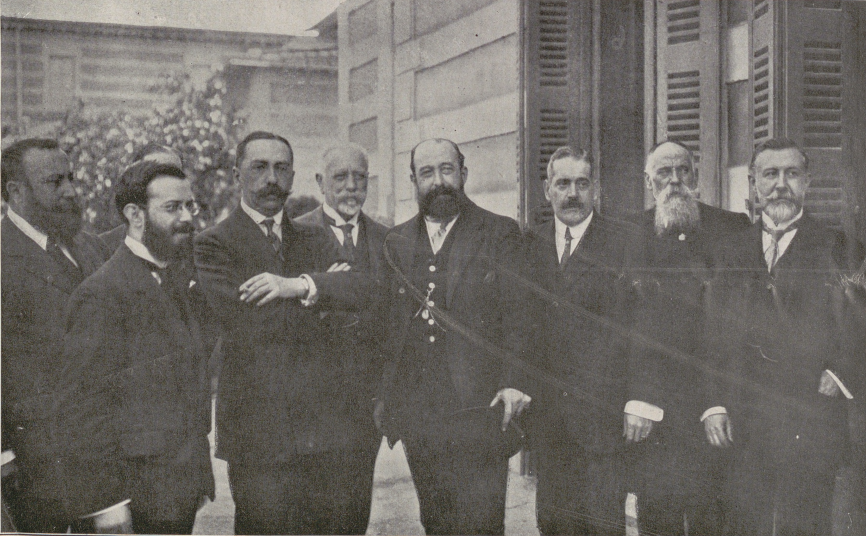
Dalmacio Iglesias (segundo por la izquierda) con Jaime de Borbón y otros diputados y jefes de la Comunión Tradicionalista en San Juan de Luz (1912).

Al ocurrir la escisión mellista, se puso al lado de Vázquez de Mella, trabajando en la organización de las fuerzas tradicionalistas catalanas independientes del jaimismo. En la asamblea mellista de Badalona fue elegido vicepresidente primero de la Junta regional y presidente del Comité y de la sección de propaganda de las mismas.
En la década de 1920 llegó a ser jefe de negociado de Hacienda. Se le deben varias publicaciones sobre temas jurídicos y colaboró con José María Planas y Casals en una obra de Derecho civil, que quedó sin terminar, así como en la traducción del alemán del Derecho matrimonial de los Estados europeos y sus colonias. Fue redactor de la Enciclopedia Espasa, para la que escribió los artículos de Derecho romano, Derecho canónico y Hacienda pública, la mayoría de los correspondientes a Economía y las otras ramas del Derecho, y varios de Historia y Sociología, así como diversas secciones del artículo «España».
Fue terciario dominico y fue condecorado con la cruz de oro Pro Ecclesia et Pontífice. Falleció el año 1933 en Barcelona. En la actualidad tiene una calle dedicada en su localidad natal.

## Obras
Selección de obras escritas:
- Existencia legal de las Órdenes religiosas en España (inserta en la Crónica del VI Congreso Católico Nacional, 1902)
- Capacidad jurídica de la mujer casada ante el derecho natural (1906)
- Nociones de administración y contabilidad de la Hacienda pública (1906)
- Educación y dirección de las nuevas multitudes (1909)
- Oposiciones al cuerpo de aspirantes a la judicatura y ministerio fiscal: contestación a las preguntas relativas a derecho civil (en colaboración con José Morell y Terry, 1915)
- Instituciones de Derecho eclesiástico con arreglo al nuevo Código del Derecho canónico (1918)
- Estudiantinas: poesías (1927)
- La carestía de la vida: sus causas y sus remedios. Programa económico para cualquier partido político (1930)
- La cuestión social y las escuelas que se proponen resolverla